# Holbeinwerk

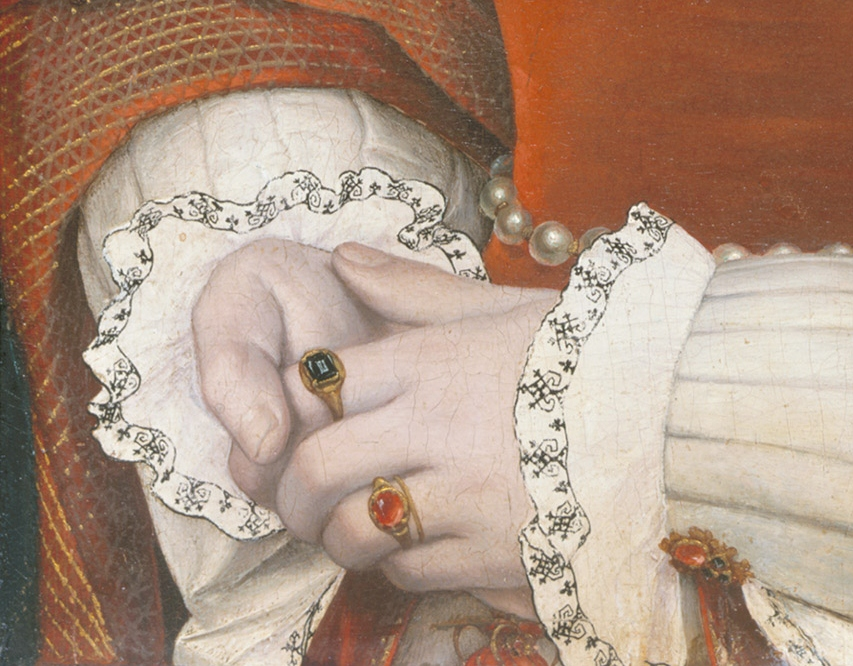
Detail van het portret van Jane Seymour uit het Mauritshuis, door Hans Holbein de Jonge ca. 1540, de hemdsmouwen afgezet met holbeinwerk. Het patroon is aan binnen- en buitenzijde gelijk.

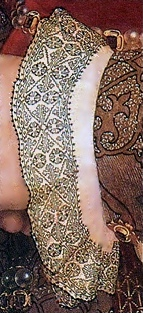
Detail van het portret van Jane Seymour uit het Kunsthistorisches Museum, door Hans Holbein de Jonge, 1537, de hemdsmouwen afgezet met zwartborduurwerk in holbeinsteek.

Holbeinwerk is een soort borduurwerk, gevormd door een dubbele lijn van rijgsteken, waarbij het patroon aan beide kanten van de stof gelijk is. De holbeinsteek wordt ook wel dubbele rijgsteek genoemd. De steek kan gebruikt worden om het gehele patroon te vormen of om ander borduurwerk te omlijnen. 
Het wordt vooral gebruikt voor zwartborduurwerk en assisisch borduurwerk. De techniek is genoemd naar Hans Holbein de Jonge (1497-1543), een schilder die vooral bekend werd door zijn portretten van koning Hendrik VIII van Engeland en zijn familieleden. Zij werden vaak geportretteerd in kleding gedecoreerd met holbeinwerk.

## Techniek
Holbeinwerk wordt meestal aangebracht op een regelmatig geweven, goed aftelbare stof, met zowel in de breedte als lengte een gelijk aantal draden per centimeter. Het wordt uitgevoerd in twee stadia. Als eerste wordt er een patroon geregen in steken van gelijke lengte en op gelijke afstand van elkaar. Vervolgens wordt dezelfde lijn terug gevolgd, waarbij de tussenliggende leemtes aan beide zijden worden opgevuld, gebruikmakend van dezelfde openingen als de eerste lijn. 

## Afbeeldingen

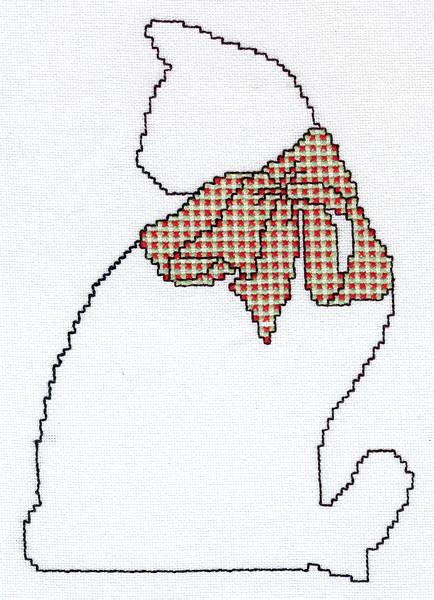
Kat in holbeinwerk en dwarssteek
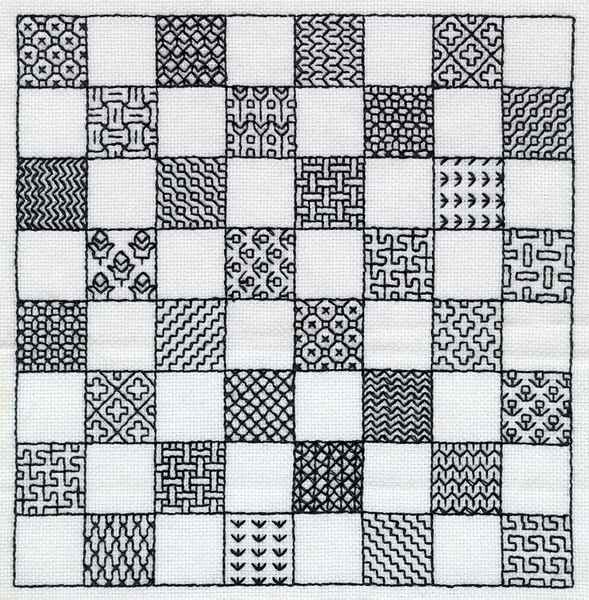
Modern schaakbord in holbeinwerk
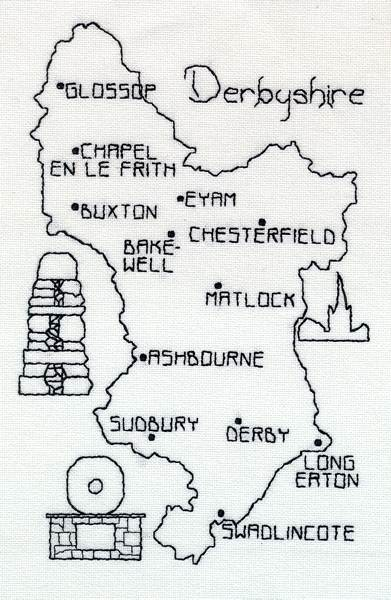
Moderne kaart in holbeinwerk